# Вельке Ровне
Вельке Ровне (словац. Veľké Rovné) — село в окрузі Битча Жилінського краю Словаччини. Площа села 40,6 км². Станом на 31 грудня 2015 року в селі проживало 3768 жителів. Протікає річка Ровнянка.

## Історія
Перші згадки про село датуються 1408 роком.

## Населення
| Рік:            | 1994. | 2004.   | 2014.   | 2024.   |
| --------------- | ----- | ------- | ------- | ------- |
| Кількість осіб: | 4051  | 4042    | 3779    | 3582    |
| Різниця:        |       | -0,22 % | -6,50 % | -5,21 % |

| Рік:            | 2023. | 2024.   |
| --------------- | ----- | ------- |
| Кількість осіб: | 3581  | 3582    |
| Різниця:        |       | +0,02 % |